# Édit de Galère

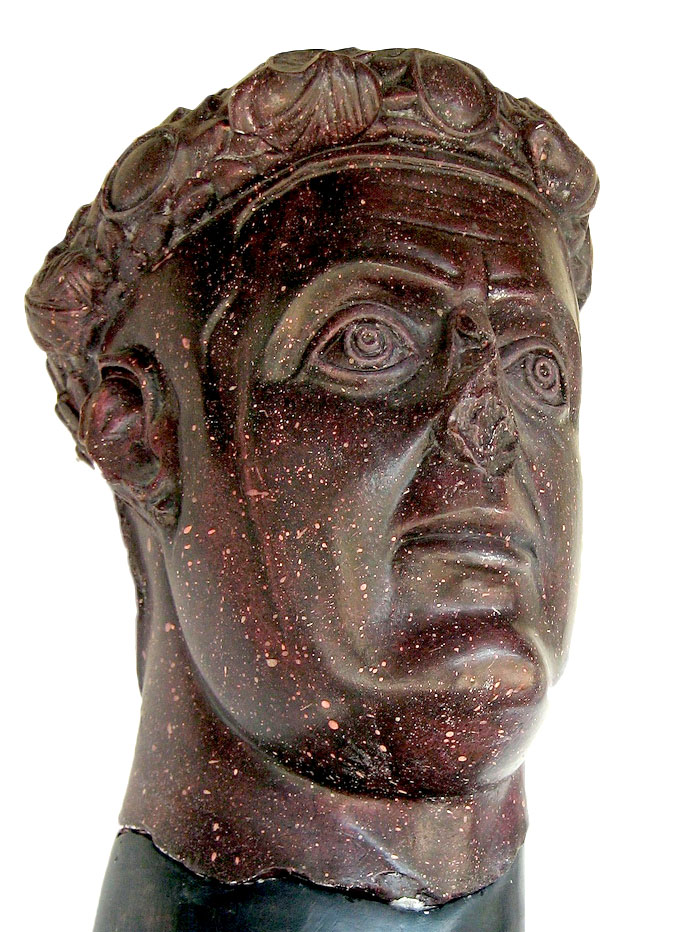
Buste en porphyre figurant un tétrarque généralement identifié comme Galère, IVe siècle, musée national de Zajecar.

L’édit de Galère ou édit de Sardique, également connu sous le nom d'édit de tolérance de Galère, est un édit de tolérance en faveur des chrétiens, promulgué le 30 avril 311 par l'empereur romain Galère dont il constitue l'ultime acte politique puisque ce dernier meurt cinq jours après sa publication. Bien qu'il engage théoriquement l'ensemble des tétrarques, ses dispositions seront appliquées diversement par les collègues de Galère.
Ce texte, qui pour la première fois reconnaît la licéité du culte chrétien en échange du soutien des chrétiens à l’État au travers de leurs propres formes de dévotion, substitue à l’identité religieuse romaine fondée sur le sacrifice, une identité religieuse fondée sur la prière aux divinités au bénéfice de l’empereur et de l’Empire.
En abrogeant l'interdiction légale qui pesait sur lui depuis le Ier siècle, l'édit de Galère, alors premier Auguste, constitue ainsi la première reconnaissance officielle du christianisme, qui préfigure et inspire le document connu erronément sous le nom d'« édit de Milan » édicté deux ans plus tard par Licinius y associant Constantin, que l'historiographie lui a souvent préféré comme marqueur de la reconnaissance du christianisme comme culte légitime au sein de l'Empire romain.

## Contexte

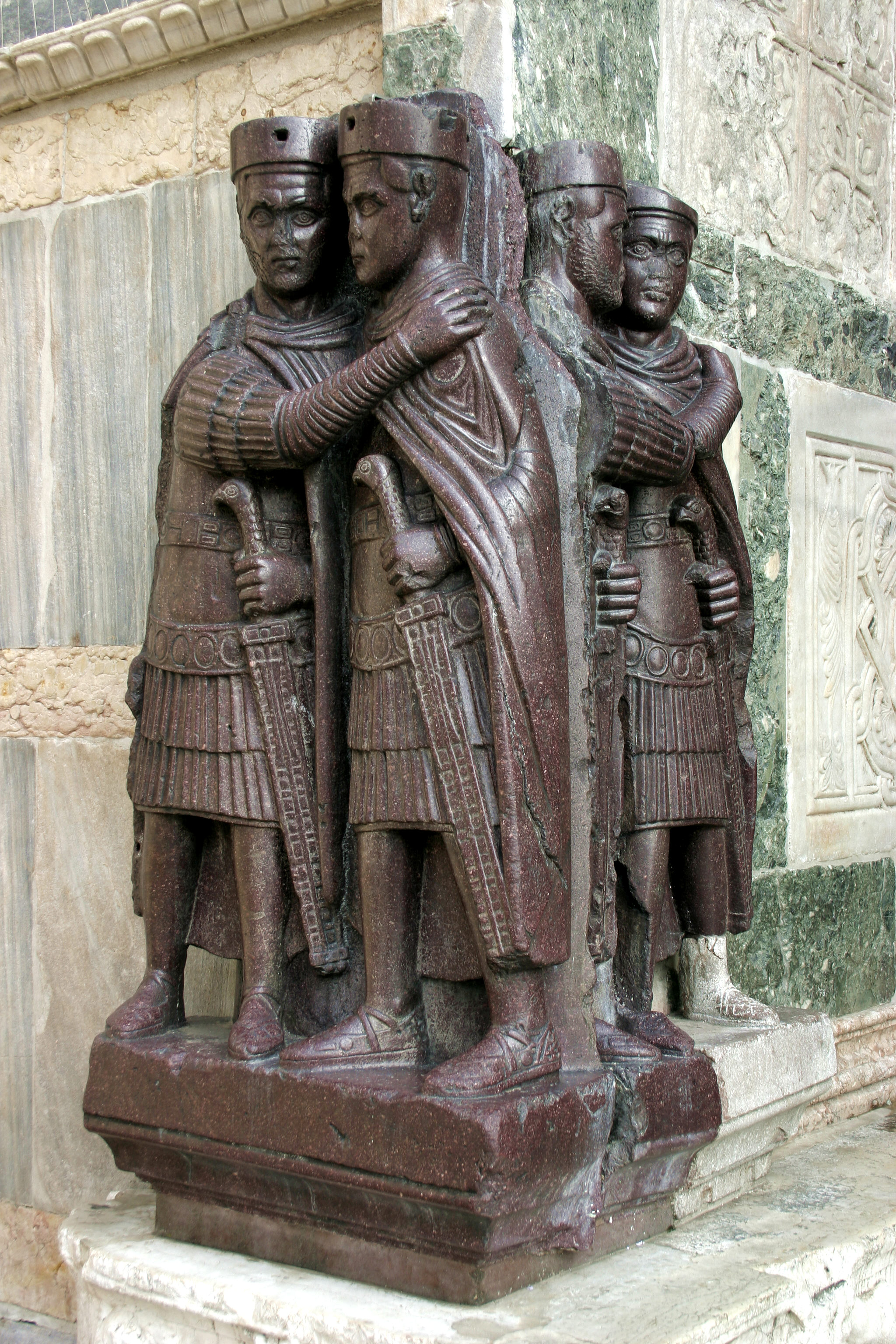
Sculpture en porphyre figurant les tétrarques Dioclétien, Maximien, Galère et Constance, vers 305, enlevée au Philadelphion lors du sac de Constantinople de 1204 et installée depuis place Saint-Marc à Venise.

À la suite d'un édit pacificateur promulgué à travers l'empire par l'auguste Gallien en 260, les vexations et persécutions à l'encontre des chrétiens cessent pour une période d'une quarantaine d'années que l'historiographie retient sous le nom de « Petite paix de l'Église » qui profite à l'expansion du christianisme et à l'affirmation plus nette de celui-ci au sein de l'empire.
Après l'arrivée au pouvoir de Dioclétien en 284, le christianisme continue de bénéficier de cette tolérance pendant près de vingt années au point que l'auteur chrétien Eusèbe de Césarée loue la paix et l’estime publique dont bénéficient les chrétiens, y compris dans l'entourage impérial. Mais cet empereur traditionaliste entend progressivement restaurer les mos maiorum (« mœurs des anciens »), ce qui a valu un édit de proscription à l'encontre des sectateurs de Mani dès 297.
La situation bascule en 303 où, à la suite d'un premier édit publié le 24 février à Nicomédie, trois édits supplémentaires se succèdent en une seule année édictant des mesures draconiennes, interdisant les chrétiens de réunions, ordonnant la destruction de leurs lieux de culte, la saisie de leurs biens, l'incarcération de leurs clercs ainsi que l'obligation pour ces derniers puis l'ensemble des chrétiens — désormais frappés d'incapacité à ester en justice — de sacrifier.
L'application de la persécution est très inégale selon les régions, souvent très rigoureuse en Orient, sévère à Rome et en Afrique mais à peu près nulle en Gaule, où Constance Chlore, favorable aux chrétiens, se contente de faire détruire les édifices. Après l’abdication de Dioclétien et de son collègue Maximien en 306, tandis que les guerres civiles se multiplient entre leurs successeurs en menant au délitement de la Tétrarchie, la situation des chrétiens demeure contrastée : la paix religieuse se maintient en Occident et se rétablit même à Rome du fait de Maxence, tandis qu'en Orient, les violences se poursuivent voire s'aggravent, orchestrées par l'Auguste Galère et son César, Maximin Daïa, malgré le fait que ce dernier ait promulgué en 308 une amnistie qui dure quelques mois. Plus précisément, dans les territoires des Balkans et de l'Asie Mineure directement dirigés par Galère, un certain nombre de Passions attestent l'existence de martyrs (vers 304) sans que l'on puisse pour autant déceler des persécutions quotidiennes ou plus violentes qu'ailleurs.
Cette période, connue par l'historiographie comme la « Persécution de Dioclétien » ou « Grande persécution », est ainsi entrecoupées d'amnisties et de sursauts de tolérance sans qu'on puisse y déceler une quelconque logique en ces temps politiquement troublés.

## L'édit

### Promulgation

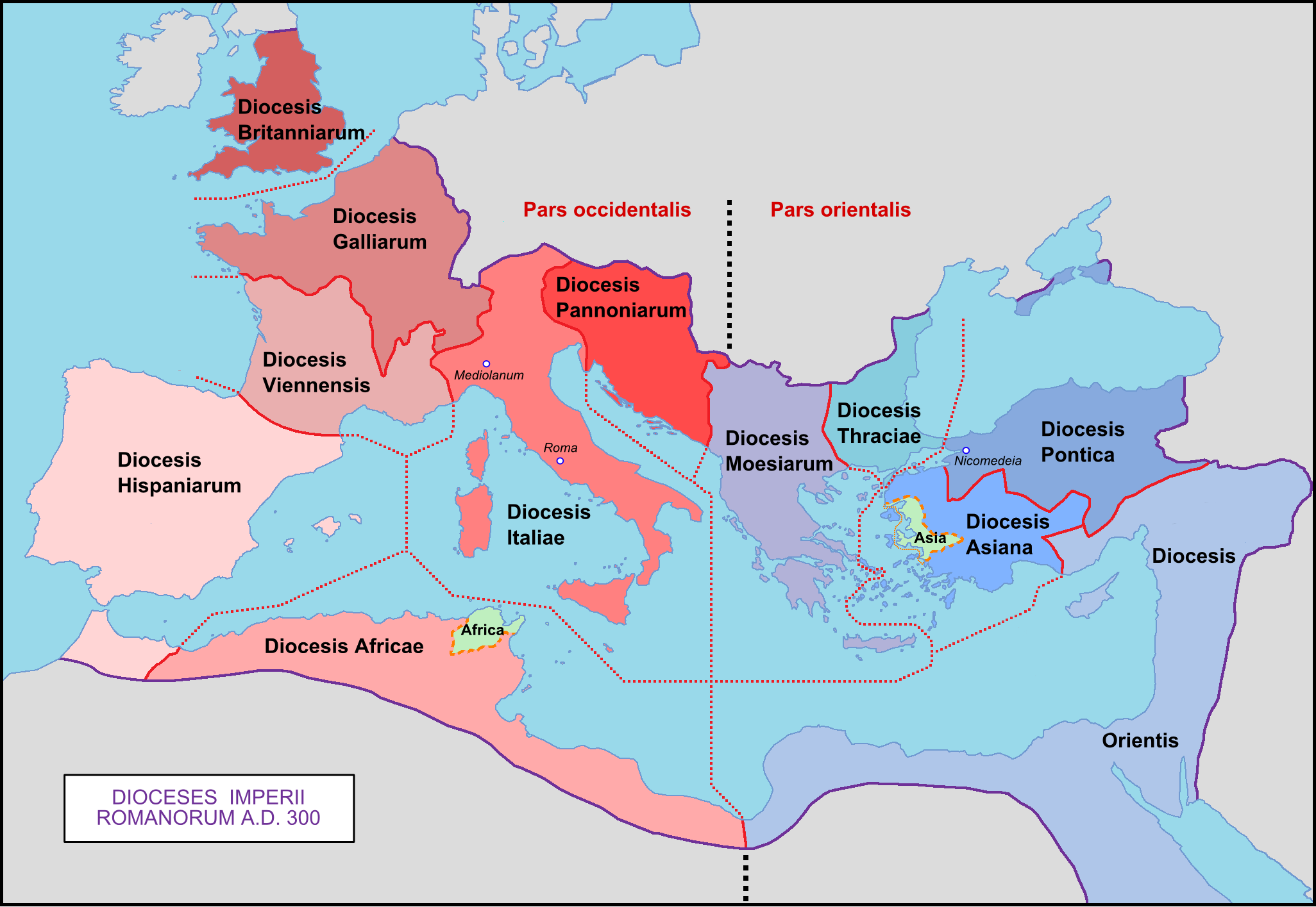
Diocèses impériaux vers 300.

L'édit est promulgué le 30 avril 311 par Galère devenu premier Auguste qui, atteint depuis 310 d'une grave affection dont la nature précise est peu claire, s'est mis en route dans l'espoir de finir ses jours en son palais de Felix Romuliana. C'est lors de ce déplacement que l'édit est rédigé et promulgué ce qui rend difficile la localisation précise de sa promulgation, qu'elle se soit faite à la capitale impériale de Dioclétien Nicomédie en Bithynie —  ainsi que l'affirme Lactance mais ce qui semble difficile à une bonne partie de la recherche — ou à Sardique en province de Thrace, sur le chemin vers Felix Romuliana.
Dans la mesure où il est édicté par le premier des Augustes qui y associe les trois Augustes Constantin, Licinius et Maximin qu'il a enfin reconnus, l'édit de Galère est censé engager les quatre coempereurs et s'appliquer à l'ensemble de l'Empire ; mais dans la mesure où Galère meurt cinq jours à peine après la promulgation du texte, il n'a évidemment pas l'opportunité d'édicter les décrets d'application de l'édit.
La maladie de l'empereur et ce qui apparaît comme un revirement spectaculaire de sa part à l'endroit des chrétiens a été largement employé par les apologistes chrétiens, développant régulièrement le thème d'une prise de conscience in extremis des souverains persécuteurs, amenés à réfléchir sur leur conduite par les malheurs qui les frappent : suivant un tel schéma, l'historiographie chrétienne présente ainsi la promulgation de l'édit comme un acte désespéré de l'Auguste qui, en arrêtant les poursuites, espère apaiser les maux dont le dieu des chrétiens l'accable.
Parmi les raisons plus vraisemblables, il est probable que Licinius — qui s'est rendu au chevet de son compagnon d'arme dès qu'il l'a su malade — ait suggéré au premier Auguste de cesser ces mesures qui lui aliènent le parti chrétien alors qu'elles n'ont, à l'évidence, porté que peu de fruits : le parti chrétien restant  important et bien vivant pourrait alors constituer un appui utile dans la lutte qui ne manquera pas de l'opposer à Maximin Daïa. C'est ainsi qu'on fait parfois de Licinius, régulièrement présenté comme le libérateur des chrétiens en Orient, le véritable inspirateur de l'édit de 311.

### Texte
Le texte de l'édit, dont on n'a retrouvé à cette heure aucune trace épigraphique, nous est parvenu seulement par la restitution qu'en ont fait deux auteurs chrétiens : Eusèbe de Césarée en donne une traduction du latin au grec, de facture médiocre, mais inclut en tête de l'édit le long protocole qui détaille toute la titulature de Galère et Constantin qui co-signent l'édit ; Lactance restitue le texte directement en latin dans son De Mortibus Persecutorum (De la mort des persécuteurs) :
« [34] Inter cetera quae pro rei publicae semper commodis atque utilitate disponimus, nos quidem volueramus antehac iuxta leges veteres et publicam disciplinam Romanorum cuncta corrigere atque id providere, ut etiam Christiani, qui parentum suorum reliquerant sectam, ad bonas mentes redirent, siquidem quadam ratione tanta eosdem Christianos voluntas invasisset et tanta stultitia occupasset, ut non illa veterum instituta sequerentur, quae forsitan primum parentas eorundem constituerant, sed pro arbitrio suo atque ut isdem erat libitum, ita sibimet leges facerent quas observarent, et per diversa varios populos congregarent. 
Denique cum eiusmodi nostra iussio extitisset, ut ad veterum se instituta conferrent, multi periculo subiugati, multi etiam deturbati sunt. Atque cum plurimi in proposito perseverarent ac videremus nec diis eosdem cultum ac religionem debitam exhibere nec Christianorum deum observare, contemplatione mitissimae nostrae clementiae intuentes et consuetudinem sempiternam, qua solemus cunctis hominibus veniam indulgere, promptissimam in his quoque indulgentiam nostram credidimus porrigendam. Ut denuo sint Chrsitiani et conventicula sua componant, ita ut ne quid contra disciplinam agant. <Per> aliam autem epistolam iudicibus significaturi sumus quid debeant observare. Unde iuxta hanc indulgentiam nostram debebunt deum suum orare pro salute nostra et rei publicae ac sua, ut undique versum res publica praestetur incolumis et securi vivere in sedibus suis possint. »
— Lactance, Lucii Caecilii liber ad donatum confessorem de mortibus persecutorum, 34
        
« Entre toutes les dispositions que nous n’avons cessé de prendre dans l’intérêt et pour le bien de l’État, nous avions décidé antérieurement de réformer toutes choses selon les lois anciennes et la règle des Romains, et de veiller à ce que même les chrétiens, qui avaient abandonné la religion de leurs ancêtres, revinssent à de bons sentiments, puisque, pour de certaines raisons, ces mêmes chrétiens avaient été saisis d’une telle obstination et possédés d’une telle folie que, loin de suivre les usages des anciens – usages qui avaient été peut-être établis par leurs propres aïeux –, ils se faisaient pour eux-mêmes, selon leur gré et leur bon plaisir, les lois qu’ils observaient, et qu’en divers lieux ils attiraient des foules de gens de toutes sortes.

Bref, après la publication de notre édit leur enjoignant de se conformer aux usages des ancêtres, beaucoup ont été poursuivis, beaucoup même ont été frappés. Mais comme un grand nombre persistent dans leur propos, et que nous nous apercevons que, tout en ne rendant pas aux dieux le culte et le respect qui leur sont dus, ils n’honorent pas le dieu des chrétiens, considérant aussi, à la lumière de notre infinie clémence, notre constante habitude d’accorder le pardon à tous, nous avons décidé qu’il fallait étendre à leur cas aussi, et sans aucun retard, le bénéfice de notre indulgence, de sorte qu’à nouveau ils pussent être chrétiens et rebâtir leurs lieux de réunion, à condition qu’ils ne se livrent à aucun acte contraire à l’ordre établi. Dans un second règlement, nous indiquerons aux gouverneurs ce qu’ils devront observer. En conséquence, et en accord avec l’indulgence que nous leur témoignons, les chrétiens devront prier leur dieu pour notre salut, celui de l’Empire, et le leur propre, afin que l’intégrité de l’État soit rétablie partout et qu’ils puissent mener une vie paisible dans leurs foyers. 

(trad. Jacques Moreau, Sources Chrétiennes n°39, tome I, 1954, pp.117-118) »

### Portée
Par cet édit, Galère reconnaît le culte du dieu des chrétiens, qui s'apparente pour lui à un culte ethnique parmi d'autres, l'intègre de facto au panthéon romain et rend licites diverses pratiques cultuelles, sacrifices ou prières. Il reconnaît la licéité du culte chrétien et accorde à ses pratiquants le privilège religieux de ne pas devoir sacrifier à l'empereur, un privilège dont bénéficient déjà les Juifs, en échange de leur soutien à l’État au travers de leurs propres formes de dévotion. Ainsi, à l’identité religieuse romaine fondée sur le sacrifice, Galère substitue une identité religieuse fondée sur la prière aux divinités, au profit de l’empereur et de l’Empire.
Si la mort empêche Galère de préciser les modalités exactes de l'application du décret — et aux chercheurs de mesurer ses intentions réelles en matière de liberté religieuse —, on y trouve néanmoins l'autorisation pour les chrétiens de reconstruire leurs conventicula (« petits lieux de réunion »), ce qui peut laisser penser que dans le chef de l'empereur, les exigences d'ordre public continuent de préempter la liberté de culte qui reste confinée à la sphère privée. Néanmoins, en l'absence du « second règlement [devant indiquer] aux gouverneurs ce qu’ils devront observer » mentionné dans l'édit mais qui semble n'avoir jamais été publié, celui-ci ne s'applique directement dans les faits que sur les territoires dont Galère et Constantin ont la charge, Thrace, Illyrie, Pannonie et Mésie pour le premier, Gaule pour le second . Il a cependant pour effet immédiat la libération de nombreux chrétiens emprisonnés.
La mort de Galère accélère l'échec de la restauration tétrarchique et si son édit de tolérance préconise la liberté religieuse pour tous, chacun des coempereurs le met en œuvre après sa mort de manière particulière, attestant que les affiliations religieuses sont devenues un enjeu d'importance dans la concurrence à la tête de l'Empire. Licinius le met en pratique sur les territoires dont il a la charge — sans d'ailleurs que cela fasse l'objet de commentaires des auteurs chrétiens ou non —  et, bien que la propagande Constantinienne lui ait construit facticement une réputation de persécuteur, Maxence se distingue également par une politique positive envers les chrétiens : les mesures antichrétiennes sont suspendues en province d'Afrique et les chrétiens de Rome font même appel à lui pour arbitrer leurs querelles internes.

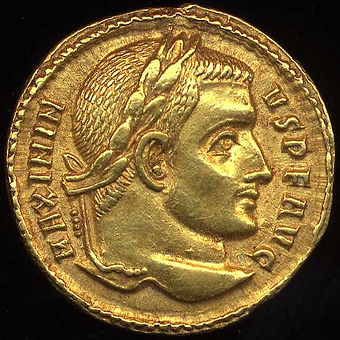
Aureus figurant Maximin Daïa, début IVe siècle.

De son côté, lorsqu'il prend possession de l'ensemble des territoires orientaux, Maximin Daïa, tenant convaincu de la religion traditionnelle romaine, y entreprend une politique de restauration des cultes traditionnels et d'unification religieuse. Après avoir, dans un premier temps, promulgué — de mauvaise grâce — un édit similaire à l'initiative de Galère dans les provinces sous sa houlette, il y rétablit dès novembre 311 des mesures hostiles aux chrétiens qui constituent bientôt un axe majeur de son gouvernement. Il n'hésite pas à mettre en scène les mesures coercitives qu'il édicte comme l'interdiction des réunions autour des tombeaux de martyrs ou l'expulsion des chrétiens de certaines cités à la demande de délégations de citoyens.
Constantin lui-même, probablement associé un temps — tout comme Licinius — aux mesures de répression de Maximin, ne recherche l'appui des chrétiens qu'à partir de 311, lorsqu'il entre en lutte contre Maxence pour la domination de l'Italie, qu'il bat à la bataille du pont Milvius en 312. L'année suivante, les Augustes Licinius et Constantin adressent à Maximin une missive lui demandant de mettre un terme aux persécutions.
Daté de la même année, on a conservé un mandatum de Licinius émis de Nicomédie à l'adresse des hauts fonctionnaires de l'ensemble des diocèses d'Orient dont il a pris le contrôle, ordonnant que la liberté de croire soit accordée à tous à l'instar de ce qui s'est déjà opéré dans la partie occidentale de l'Empire. Ce mandat qui est passé erronément à la postérité sous le nom d'« édit de Milan » reprend la base législative et certains extraits de l'édit de Galère tout en ordonnant la restitution des biens confisqués aux églises chrétiennes. Ce mandat, qui apparaît plutôt comme l'un des décrets d'application qui complémentent progressivement l'édit de Galère, bénéficie bientôt de l'hagiographie constantinienne qui le transforme en un « édit » qu'il n'est pas et l'attribuant à Constantin, désormais Empereur unique, qui est seul crédité.

## Postérité

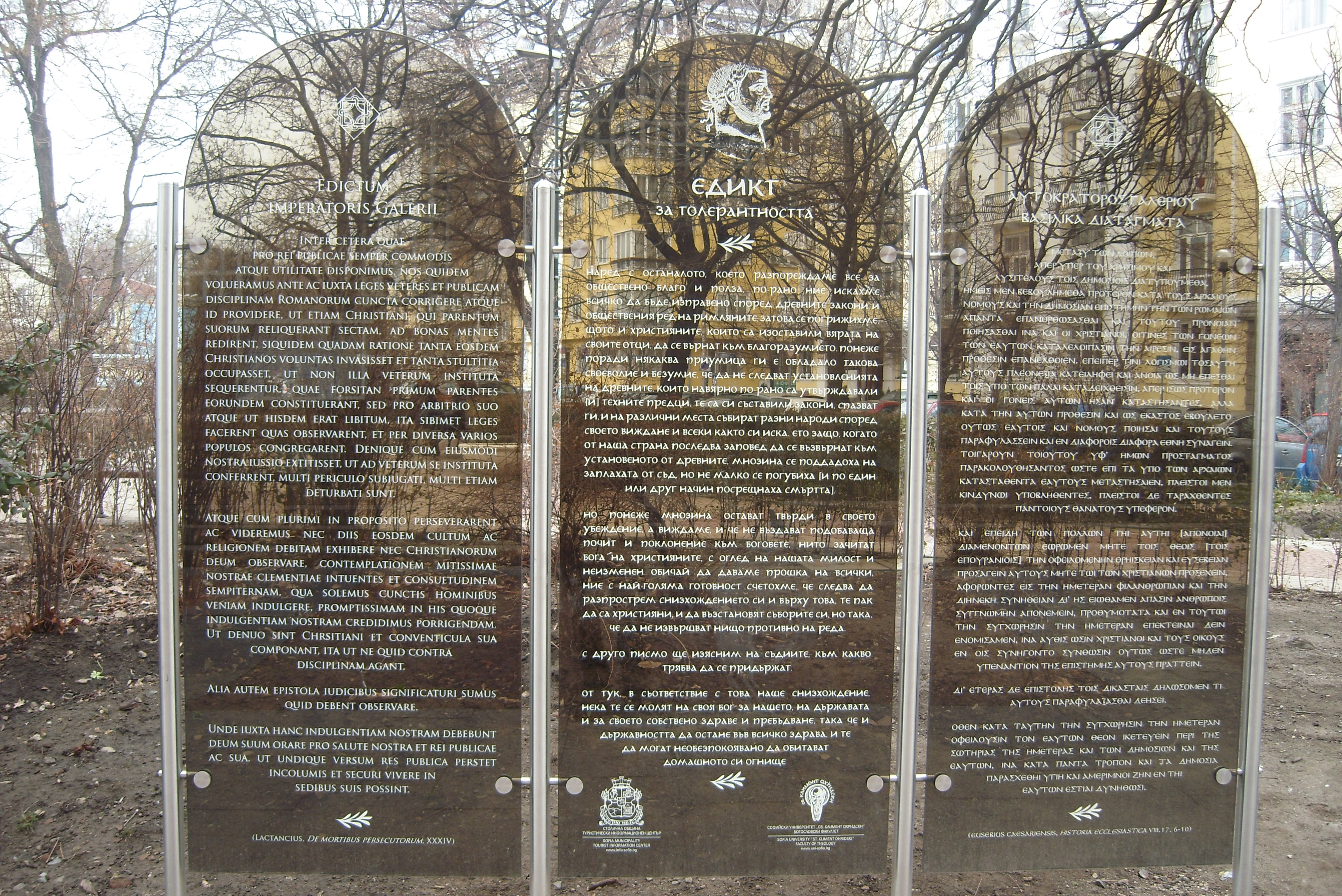
Plaque commémorative reproduisant texte de l'édit de tolérance en grec ancien, en latin et en bulgare, Sofia.

En abrogeant l'interdiction légale qui pesait sur lui depuis le Ier siècle, l'édit de Galère constitue la première reconnaissance officielle du christianisme, voire la seconde suivant que l'on considère que l'édit de Gallien de 260 constitue un précédent dans la mesure où il accorde déjà aux communautés chrétiennes le droit de posséder des biens, ce que certains historiens considèrent être une forme de reconnaissance du christianisme comme l'une des religions légitimes de l'Empire.
Ni l'édit de Sardique ni l'« édit » de Milan ne figurent dans les collections du code Théodosien, ni dans celles du code Justinien. Si le premier préfigure et inspire le second qui le complète, l'historiographie a souvent préféré ce dernier — qui n'est donc ni un édit, ni de Milan, pas plus que Constantin n'en est l'auteur ou qu'il comporte de nouvelles tolérances légales — comme marqueur de la reconnaissance du christianisme comme culte légitime au sein de l'Empire romain, estompant progressivement l'importance en ce sens des édits de Gallien et de Sardique.
À Sofia, une plaque commémorative de l'édit a été installée en face de la Basilique Sainte-Sophie de Sofia, proposant le texte en trois langues, le latin, le grec et le bulgare.

### Articles liés
- Histoire de la papauté
- Petite paix de l'Église
- Paix de l'Église
- Crise du troisième siècle
- Persécution des chrétiens dans la Rome antique
- Christianisme dans le monde romain